# DCX
DCX (ang. Direct Current Experiment) – amerykańskie urządzenie doświadczalne zlokalizowane w Oak Ridge National Laboratory, do prowadzenia badań nad możliwościami urzeczywistnienia kontrolowanej reakcji termojądrowej, działające w latach 50. XX wieku.
Było to urządzenie typu otwartej pułapki magnetycznej. Między dwoma zwierciadłami magnetycznymi, w obszarze pola magnetycznego o dużym natężeniu wytwarzane było w atmosferze par węgla silne wyładowanie łukowe (o natężeniu ok. 300 A). Wiązka molekularnych jonów deuteru o energii 600 keV wprowadzana była prostopadle do linii stałego pola magnetycznego, a przechodząc przez łuk ulegała częściowej dysocjacji. W wyniku dysocjacji molekularnego jonu powstawał jon i obojętny atom deuteru lub dwa jony deuteru i elektron. Ponieważ masa każdego z powstałych jonów jest równa połowie masy jonu molekularnego, promienie krzywizny ich torów były dwukrotnie mniejsze i mogły one być utrzymywane w polu magnetycznym w czasie kilkudziesięciu milisekund, a wytwarzana w ten sposób plazma osiągała gęstość 8ˑ109 kg/cm³.
Ucieczkę jonów z układu w wyniku ruchu wzdłuż linii pola magnetycznego zmniejszają zwierciadła magnetyczne.